# Olivia Rodrigo

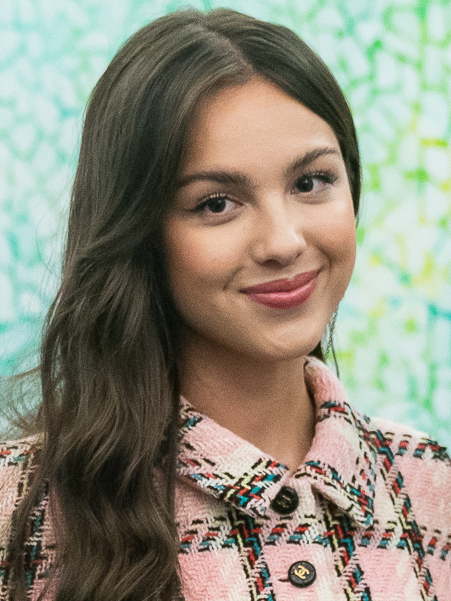
Rodrigo in 2021

Olivia Isabel Rodrigo (Temecula, 20 februari 2003) is een Amerikaanse actrice en zangeres. Ze speelde rollen in onder meer Bizaardvark en High School Musical: The Musical: The Series. Rodrigo brak in januari 2021 door als zangeres met haar debuutsingle Drivers License die een wereldwijde hit werd en verschillende records brak. Ze scoorde later nog een hit met Good 4 U. Haar debuutalbum, Sour, dat op deze singles volgde, werd veelal lovend ontvangen door recensenten. Rodrigo is in het bezit van drie Grammy Awards en werd uitgeroepen tot entertainer van het jaar (2021) en vrouw van het jaar (2022). In 2023 volgde het album Guts. 

## Biografie
Olivia Rodrigo werd geboren in Temecula in Californië en groeide daar ook op. Vanaf haar zesde volgde ze zang- en acteerlessen en speelde ze toneel op school. Ook kreeg ze pianolessen vanaf haar negende, waarvan Rodrigo later in een interview toegaf dat ze er een hekel aan had.

### Carrière
In 2015 kreeg Rodrigo haar eerste grote rol. Ze speelde de hoofdrol in de film An American Girl: Grace Stirs Up Success. Daarna was ze te zien in twee Disneyseries, namelijk Bizaardvark en High School Musical: The Musical: The Series. Voor de laatstgenoemde serie schreef Rodrigo in haar eentje het nummer "All I Want" en met haar tegenspeler Joshua Basset het nummer "Just for a Moment".
In 2020 tekende Rodrigo een platencontract bij Interscope Records en Geffen Records. Haar debuutsingle, "drivers license", kwam uit op 8 januari 2021. De single brak verschillende records op Spotify, waaronder het meest gestreamde nummer (kerstnummers uitgezonderd) in een etmaal en het nummer dat het snelst 100 miljoen keer gestreamd werd. Het nummer debuteerde aan de top van Billboard Hot 100 en werd een wereldwijde hit. In verschillende Europese landen, waaronder Nederland en België, bereikte "drivers license" namelijk ook de top van de hitlijsten. Later werd bekend dat "drivers license" de eerste single was van haar debuutalbum Sour, dat op 21 mei 2021 verscheen. Naar aanloop van het uitbrengen van Sour bracht Rodrigo een tweede en derde single uit, namelijk "deja vu" en "good 4 u". De laatste werd net als 'drivers license' een wereldwijde hit. Ook haar debuutalbum werd zeer goed ontvangen. In Vlaanderen stond het album vijf weken op de eerste plek van de albumhitlijsten en in Nederland zelfs negen weken. Recensenten vonden Rodrigo en haar debuutalbum veelbelovend. Rodrigo werd zelfs de stem van Gen Z (mensen geboren tussen eind jaren negentig en 2012) genoemd. Het album werd ook commercieel goed ontvangen. Volgens de International Federation of the Phonographic Industry (IFPI) stond Rodrigo op plek tien van de tien best verkopende artiesten ter wereld in 2021.
Ter promotie van Sour bracht Rodrigo de concertfilm Sour Prom uit. In deze film doet ze live-uitvoeringen van verschillende nummers van het album.  Daarnaast verscheen er in maart 2022 een documentaire over Rodrigo en het proces achter haar debuutalbum. Deze film genaamd driving home 2 u (a SOUR film) werd uitgebracht op Disney+. Van april tot juli 2022 tourde Rodrigo door Noord-Amerika en Europa met de Sour tournee.
Rodrigo ontving verschillende prijzen naar aanleiding van het succes van haar debuutalbum. Bij de 64e Grammy Awards werd ze zeven keer genomineerd. Ze won drie Grammy awards, namelijk de prijzen voor Best New Artist, beste popuitvoering, en beste popalbum. Daarnaast won Rodrigo zeven Billboard Music Awards, een American Music Award en een Brit Award. In 2021 werd Rodrigo uitgeroepen tot Entertainer of the Year door het tijdschrift Time. Ook werd ze in 2022 door Billboard benoemd tot vrouw van het jaar.
Op 8 september 2023 verscheen Rodrigo's tweede album, Guts. Ook dit album werd positief ontvangen. Recensenten gaven Rodrigo complimenten dat ze haar eerste album had weten te evenaren of zelfs overtreffen. Met de eerste single van dit album, 'Vampire', behaalde Rodrigo ook succes in de hitlijsten. 'Vampire' behaalde namelijk de koppositie van de Billboard Hot 100. Daarmee is Rodrigo de jongste artiest met drie nummer 1-hits in de Verenigde Staten en de enige artiest die met zowel singles van haar eerste als tweede album de top van de hitlijsten wist te bereiken.
Rodrigo noemt Lorde en Taylor Swift de grootste inspiratiebronnen voor haar muziek.

## Filmografie
| Jaar      | Titel                                        | Rol                  | Opmerkingen                                |
| --------- | -------------------------------------------- | -------------------- | ------------------------------------------ |
| 2015      | An American Girl: Grace Stirs Up Success     | Grace Thomas         |                                            |
| 2016–2019 | Bizaardvark                                  | Paige Olvera         | Hoofdrol                                   |
| 2017      | New Girl                                     | Terrinea             | Aflevering: "Young Adult"                  |
| 2019–2022 | High School Musical: The Musical: The Series | Nini Salazar-Roberts | Hoofdrol (seizoen 1-2); bijrol (seizoen 3) |
| 2024      | Olivia Rodrigo: Guts World Tour              | Zichzelf             | Concert film                               |

## Discografie

### Albums
| Album | Verschijnen | Label                      | Hitlijsten | Hitlijsten | Hitlijsten | Hitlijsten | Hitlijsten | Hitlijsten |
| Album | Verschijnen | Label                      | BE (VL)    | BE (VL)    | NL         | NL         | GB         | US         |
| Album | Verschijnen | Label                      | Piek       | Weken      | Piek       | Weken      | Piek       | Piek       |
| ----- | ----------- | -------------------------- | ---------- | ---------- | ---------- | ---------- | ---------- | ---------- |
| Sour  | 21 mei 2021 | Geffen, Interscope Records | 1 (5wk)    | 221*       | 1 (9wk)    | 221*       | 1          | 1          |
| Guts  | 2023        | Geffen, Interscope Records | 1 (2wk)    | 101*       | 1 (2wk)    | 101*       | 1          | 1          |

### Singles
| Lied            | Verschijnen | Album | Hitlijsten | Hitlijsten | Hitlijsten  | Hitlijsten  | Hitlijsten   | Hitlijsten   | Hitlijsten | Hitlijsten |
| Lied            | Verschijnen | Album | BE (VL)    | BE (VL)    | NL (Top 40) | NL (Top 40) | NL (Top 100) | NL (Top 100) | GB         | US         |
| Lied            | Verschijnen | Album | Piek       | Weken      | Piek        | Weken       | Piek         | Weken        | Piek       | Piek       |
| --------------- | ----------- | ----- | ---------- | ---------- | ----------- | ----------- | ------------ | ------------ | ---------- | ---------- |
| All I Want      | 29-11-2019  | —     | tip        | —          | —           | —           | —            | —            | 32         | 90         |
| Drivers Licence | 08-01-2021  | Sour  | 1 (6wk)    | 22         | 1 (5wk)     | 14          | 1 (6wk)      | 26           | 1          | 1          |
| Deja Vu         | 02-04-2021  | Sour  | 49         | 1          | tip6        | —           | 33           | 12           | 4          | 3          |
| Good 4 U        | 14-05-2021  | Sour  | 1 (5wk)    | 40         | 1 (6wk)     | 16          | 1 (5wk)      | 38           | 1          | 1          |
| Favorite Crime  | 21-05-2021  | Sour  | —          | —          | —           | —           | 47           | 6            | 17         | 16         |
| Traitor         | 21-05-2021  | Sour  | 44         | 2          | tip6        | —           | 53           | 10           | 5          | 9          |
| Vampire         | 30-06-2023  | Guts  | 31         | 2*         | 14          | 14          | 7            | 2*           | 2          | 1          |
| Bad Idea Right? | 11-08-2023  | Guts  | —          | —          | tip10       | —           | 59           | 3            | 6          | 10         |
| Get Him Back    | 22-09-2023  | Guts  | —          | —          | 37          | 4           | —            | —            | —          | —          |

### NPO Radio 2 Top 2000
| Nummers met noteringen in de NPO Radio 2 Top 2000 | '22  | '23  | '24  |
| ------------------------------------------------- | ---- | ---- | ---- |
| Drivers License                                   | 2000 | 1123 | 1105 |
| Good 4 U                                          | -    | 1454 | 1435 |
| Vampire                                           | ×    | -    | 1007 |

1. ↑  Een '-' betekent dat het nummer niet was genoteerd, een '×' betekent dat het nummer nog niet was uitgebracht en een vetgedrukt getal geeft de hoogste notering van een nummer aan.
2. ↑  2022 was het eerste jaar met een notering voor Olivia Rodrigo.